# Yuliya Pidlisna
Yuliya Volodymyrivna Pidlisna –en ucraniano, Юлія Володимирівна Підлісна– (Járkov, URSS, 12 de mayo de 1987) es una deportista ucraniana que compitió en natación. Ganó una medalla de plata en el Campeonato Europeo de Natación de 2006, en la prueba de 200 m braza.

## Palmarés internacional
| Campeonato Europeo | Campeonato Europeo | Campeonato Europeo | Campeonato Europeo |
| Año                | Lugar              | Medalla            | Prueba             |
| ------------------ | ------------------ | ------------------ | ------------------ |
| 2006               | Budapest (Hungría) | Medalla de plata   | 200 m braza        |